# Why Does My Heart Feel So Bad?
A "Why Does My Heart Feel So Bad?" című kislemez az amerikai elektronikus zenész Moby Play című stúdió albumáról negyedikként jelent meg.
A dal a 16. helyet érte el az angol kislemezek listáján, és a The Shining Light Gospel Choir énekel benne.
A borítón Moby egyik alteregója, "Little Idiot" (magyarul "kis idióta") található, akiről egy albumot is elnevezett.

## Videóklip
A klip teljes egészében animált és a borítón szereplő Little Idiot, valamint a kutyája (a remixeket tartalmazó változatok borítójáról) a főszereplői. Ők a Holdon élnek, és a videóklip a földi utazásaikat mutatja be hóban, esőben és háború közepette, míg a végén egy létrán visszamásznak a Holdra.

## Felhasználások a médiában
- A szám szerepelt A Sólyom végveszélyben című film 2001-ben megjelent előzetesében.
- Szerepelt továbbá a Super Bock portugál sörgyár híres reklámjában is.
- Ezeken kívül hallható volt a Peaceful Kingdom című Tribe of Heart dokumentumfilmben is.
- Ez volt a Döglött akták című sorozat "Az utolsó fivér" című részének aláfestő-zenéje.

## Számok
A kislemezeken megtalálható számok
1. Why Does My Heart Feel So Bad? - 3:45
2. Flying Foxes - 6:16
3. Princess - 8:17
4. Why Does My Heart Feel So Bad? (ATB Remix) - 6:48
5. Why Does My Heart Feel So Bad? (Ferry Corsten Remix) - 6:45
6. Why Does My Heart Feel So Bad? (Subsonic Legacy Remix) - 6:22
7. Why Does My Heart Feel So Bad? (Sharp Roadster Club Edit) - 6:12
8. Why Does My Heart Feel So Bad? (Sharp Roadster Remix) - 7:42
9. Why Does My Heart Feel So Bad? (Katcha Remix)
10. Why Does My Heart Feel So Bad? (Red Jerry's 12" Dub) - 7:29
11. Why Does My Heart Feel So Bad? (Red Jerry's String And Break Mix) - 6:00
12. Why Does My Heart Feel So Bad? (videóklip)

Hivatalos CD-kiadvány
1. Why Does My Heart Feel So Bad? - 3:45
2. Flying Foxes - 6:16
3. Princess - 8:17
4. Why Does My Heart Feel So Bad? (videóklip)

Ezt több lemeztársaság is kiadta: 
1. Mute Records, Egyesült Királyság (CD Mute 230)
2. Intercord Tonträger GmbH, Németország (INT 8 87752 0 és 7243 8 87752 0 5)
3. PIAS Benelux, Benelux államok (391.1230.22)

Reklám CD-kiadvány, Mute Records, Egyesült Királyság (RCD Mute 225 és RCD Mute 230) kiadva2000
1. Why Does My Heart Feel So Bad? - 3:45

Maxi CD, Mushroom Records, Ausztrália (MUSH1923.2) kiadva2000
1. Why Does My Heart Feel So Bad? - 3:45
2. Flying Foxes - 6:16
3. Princess - 8:17
4. Why Does My Heart Feel So Bad? (ATB Remix) - 6:48
5. Why Does My Heart Feel So Bad? (Ferry Corsten Remix) - 6:45
6. Why Does My Heart Feel So Bad? (Subsonic Legacy Remix) - 6:22

12" kiadvány, Mute Records, Egyesült Királyság (12 Mute 230)
1. Why Does My Heart Feel So Bad? (ATB Remix) - 6:48
2. Why Does My Heart Feel So Bad? (Ferry Corsten Remix) - 6:45
3. Why Does My Heart Feel So Bad? (Sharp Roadster Club Edit) - 6:12

Reklám 12" kiadvány 1, Mute Records, Egyesült Királyság (P12 Mute 230)
1. Why Does My Heart Feel So Bad? (ATB Remix) - 6:48
2. Why Does My Heart Feel So Bad? (Ferry Corsten Remix) - 6:45

Reklám 12" kiadvány 2, Mute Records, Egyesült Királyság (PL12 Mute 230)
1. Why Does My Heart Feel So Bad? (Sharp Roadster Remix) - 7:42
2. Why Does My Heart Feel So Bad? (Subsonic Legacy Remix) - 6:22

12" kiadvány, Mute Records, Európa (L12 Mute 230)
1. Why Does My Heart Feel So Bad? (Original Version) - 3:45
2. Why Does My Heart Feel So Bad? (Subsonic Legacy Remix) - 6:22

12" kiadvány, Do It Yourself Entertainment (DIY 19-99)
1. Why Does My Heart Feel So Bad? (ATB Remix) - 6:48
2. Why Does My Heart Feel So Bad? - 3:45
3. Why Does My Heart Feel So Bad? (Ferry Corsten Remix) - 6:45
4. Why Does My Heart Feel So Bad? (Subsonic Legacy Remix) - 6:22

12" kiadvány, Mute Records, Egyesült Királyság (PXL12 Mute 255) kiadva2000
1. Why Does My Heart Feel So Bad? (Katcha Remix)
2. Why Does My Heart Feel So Bad? (Ferry Corsten Remix) - 6:45

Reklám 12" kiadvány, Mute Records, Egyesült Királyság (PL12 Mute 255) kiadva2000
1. Why Does My Heart Feel So Bad? (Red Jerry's 12" Dub) - 7:29
2. Why Does My Heart Feel So Bad? (Red Jerry's String And Break Mix) - 6:00
3. Why Does My Heart Feel So Bad? - 3:45

Remixek, Maxi CD
1. Why Does My Heart Feel So Bad? (ATB Remix) - 6:48
2. Why Does My Heart Feel So Bad? (Ferry Corsten Remix) - 6:45
3. Why Does My Heart Feel So Bad? (Subsonic Legacy Remix) - 6:22

Ezt több lemeztársaság is kiadta: 
1. Intercord Tonträger GmbH, Németország (INT 8 87752 2 és 7243 8 87752 2 9)
2. Mute Records, Németország (LCD Mute 230)
3. Sum Records, Brazília (6960-2)

## Honey/Why Does My Heart Feel So Bad?
2000-ben a Honey kislemez újra megjelent, rajta a szám remixével, amin Kelis énekelt, valamint szerepelt rajta még a Why Does My Heart Feel So Bad? és a Flower című számok is.

## Számok
CDMute255
1. Why Does My Heart Feel So Bad? - 3:45
2. Honey" Feat. Kelis (Remix Edit) - 3:13
3. Flower" - 3:23

PIAS Benelux kiadvány, LCDMute255
1. Honey (Fafu's 12" Mix) - 6:19
2. Why Does My Heart Feel So Bad? (Red Jerry's String & Breaks Mix) - 5:59
3. The Sun Never Stops Setting - 4:19

Kazetta (C MUTE 255)
1. Why Does My Heart Feel So Bad? - 3:45
2. Honey (Remix Edit) - 3:13
3. Why Does My Heart Feel So Bad? - 3:45
4. Honey (Remix Edit) - 3:13

## Nehezen hozzáférhető változatok
1. "These Open Doors" - 3:33
2. "Why Does My Heart Feel So Bad?" (Original Demo) - 4:47
3. "Why Does My Heart Feel So Bad?" (Protashi Remix) - 4:51
4. "Why Does My Heart Feel So Bad?" (H!bHop Breaks Remix) - 3:37
5. "Why Does My Heart Feel So Bad?" (Curely Dubstep Mix) - 3:56
6. "Why Does My Heart Feel So Bad?" (Swerve Re-Edit) - 4:27
7. "Why Does My Heart Feel So Bad?" (E-Lane Remix) - 7:04
8. "Why Does My Heart Feel So Bad?" (Alien Pimp Remix) - 3:54
9. "Why Does My Heart Feel So Bad?" (Steve Hill vs. Technikal Mix) - 3:31
10. "Why Does My Heart Feel So Bad?" (Corey Davis Remix) - 3:25
11. "Why Does My Heart Feel So Bad?" (DJ Lovejoy D-n-b Mix) - 7:12
12. "Why Does My Heart Feel So Bad?" (Beat Gate Remix) - 7:46
13. "Why Does My Heart Feel So Bad?" (Sonicsound Remix) - 6:14
14. "Why Does My Heart Feel So Bad?" (Sam Remix) - 5:17
15. "Why Does My Heart Feel So Bad?" (Crashu Zouk Remix) - 4:51
16. "Why Does My Heart Feel So Bad?" (MockBeat Remix) - 5:01
17. "Why Does My Heart Feel So Bad?" (Dirty Max' Electro Remix) - 3:57
18. "Why Does My Heart Feel So Bad?" (Dj CDrom Remix) - 3:38
19. Sivan Barkai - "Why Does My Heart Feel So Bad?" [Moby feldolgozás] - 2:56

Megjegyzések:
1. Az 1. szám ugyanazt a háttérvokált használja, mint a későbbi változat. Nem lett kiadva.
2. A 2. szám a 18-B-Sides albumon került kiadásra.